# Вила Казана
Вила Казана (на итал. Villa Casana), бивша Вила Карпенето (Villa Carpenetto), е историческа резиденция в град Ивреа, Пиемонт, Северна Италия.

## История
Вилата е построена в началото на XX век като ваканционна резиденция от маркиз Едоардо Коарди ди Карпенето, генерал-лейтенант от кавалерията в италианската армия. Той прекарва периода между първите дни на юли до Вси Светии заедно със съпругата си Мария София, благородничка от фамилията Руфо ди Калабрия, и техните деца, преди да се върне в Рим, където семейството пребивава през останалата част от годината.
През 1927 г. вилата преминава към кавалер Виторио Казана, чието име носи и до днес. След като е иззета от германците по време на нацистко-фашистката окупация на Северна Италия, като по този начин се превръща в седалище на едно от техните командвания, както се случва с Вила Равера на бул. „Константино Нигра“, имотът е закупен през 1952 г. от Оливети, който го преструктурира чрез създаването на надстройка и пригаждайки я за офиси, а след това за детска градина.
От 1987 г. вилата е дом на Историческия архив на Фондация „Адриано Оливети“.

## Описание
Вилата стои на хълм, като по този начин се наслаждава на панорамата на град Ивреа и планините на Вале д'Аоста.